# Boophis ankarafensis
Boophis ankarafensis is een kikker uit de familie gouden kikkers (Mantellidae). De wetenschappelijke naam van de soort werd in 2014 voor het eerst gepubliceerd door Samuel G. Penny, Franco Andreone, Angelica Crottini, Marc W. Holderied, Lovasoa Sylviane Rakotozafy, Christoph Schwitzer en Gonçalo M. Rosa.

## Leefgebied
De kikker is endemisch in Madagaskar en is gevonden in het noordwesten van het eiland. 56 exemplaren werden aangetroffen aan de oevers van twee rivieren in Ankarafa Forest op Sahamalaza en het lijkt er op dat de soort alleen voorkomt op dit schiereiland. De exemplaren zijn gevonden op een hoogte van 0,5 tot 2 meter boven de bodem.

## Beschrijving
Boophis ankarafensis is groen met fel rode vlekjes op zijn kop en rug. Mannetjes hebben een lengte van 23 tot 24 millimeter en vrouwtjes meten 28 tot 29 millimeter.